# Phytomyza bulbiseta
Phytomyza bulbiseta är en tvåvingeart som beskrevs av Zlobin 1997. Phytomyza bulbiseta ingår i släktet Phytomyza och familjen minerarflugor. Inga underarter finns listade i Catalogue of Life.